# Karniewo (Powiat Makowski)
Karniewo ist ein Dorf und Sitz der gleichnamigen Gemeinde im Powiat Makowski der Woiwodschaft Masowien, Polen.

## Gemeinde
Zur Landgemeinde Karniewo gehören 36 Ortschaften mit einem Schulzenamt:
Baraniec
Byszewo
Byszewo-Wygoda
Chełchy-Chabdzyno
Chełchy Dzierskie
Chełchy Iłowe
Chełchy-Klimki
Chełchy Kmiece
Chrzanowo-Bronisze
Czarnostów
Czarnostów-Polesie
Gościejewo
Karniewo
Konarzewo-Bolesty
Krzemień Nowy
Krzemień-Górki
Leśniewo
Łukowo
Malechy
Milewo-Malonki
Obiecanowo
Ośnica
Rafały
Romanowo
Słoniawy
Szlasy-Złotki
Szwelice
Tłucznice
Wólka Łukowska
Wronowo
Zakrzewo
Zalesie
Zaręby
Zelki Dąbrowe
Żabin Karniewski
Żabin Łukowski
Weitere Orte der Gemeinde sind Chełchy-Jakusy, Milewo-Wypychy und Rutki.